# Clarias dussumieri
Clarias dussumieri es una especie de pez de la familia Clariidae en el orden de los Siluriformes.

## Morfología
• Los machos pueden llegar alcanzar los 25 cm de longitud total.

## Distribución geográfica
Se encuentra en la India: Goa, Karnataka, Kerala y Pondicherry.